# Ахмеднагарський султанат
Ахмеднагарський султанат — індійська нововісторична держава, що правила в Декані після занепаду Бахманідського султанату. Керувалася династією Нізам-шахів. Існувало протягом майже 150 років. Був захоплений військами Великих Моголів.

## Історія
Засновником держави став впливовий військовий та намісник (тарафа) Джуннара Малік Ахмед, який зробив кар'єру за правління бахманідський султанів. З початком розпаду держави Бахмані у 1490 році оголосив про свою незалежність, завдавши поразки бахманідським військам. Новий султан оголосив про утворення династії Нізам-шахів. У 1494 році було зведено нове місто Ахмеднагар, куди було переведено столицю султанату. Для зміцнення свого становища Ахмед Нізам-шах у 1499 році звів потужну фортецю Даулатабад.
Надалі ахмеднагарські султани проводили агресивну зовнішню політику проти своїх сусідів — Біджапурського та Берарського султанатів. Бурхан I Нізам-шах в союзі з Віджаянагаром зумів завдати поразки Біджапуру, захопивши частину прикордонних земель.
Хусейн I Нізам-шах в союзі з Біджапуром та Голкондою завдав поразки Віджаянагару у 1565 році при Талікоті, що зумовило занепад цієї держави. За його наступників влада султанів поступово слабшає. Втім у 1572 році вдається підкорити Берарський султанат, приєднавши його землі.
Кінець 1570-х — початок 1580-х відзначені гострою боротьбою з султанами Біджапуру й Голконди. У 1574 році приєднується Берарський султанат. В цей час влада перебувала в руках вищої знаті, важливу роль відігравала Чанд Бібі. Водночас все більше командні посади у війську обіймають маратхські аристократи. Смерть у 1600 році Чанд Бібі порушила рівновагу у відносинах Ахмеднагарського султанату із сусідами. Проти нього виступили Великі Моголи та Біджапур, які захопили землі султанату, а правителя Бахадур Нізам-шаха відправило полоненим до Делі.
В цей час висунувся впливовий військовик (колишній африканський раб) Малік Амбар, який переніс столицю до Парнади, поставивши султаном Муртази II Нізам-шаха. Малік Акбар намагався відвоювати втарчені землі застосовуючи партизанську тактику. Водночас провів економічні та фінансові реформи, беручи за приклад реформи раджі Тодар Мала. У 1624 році війська Маліка Амбара при Бхатваді зазнали поразки від могольсько-біджапурських військ. Проте Ахмеднагарський султанат було врятовано протистоянням могольського шах-заде Хуррама з батьком Джахангіром. Першого підтримав Малік Амбар, за що отримав майже всі землі султанату. Втім, після смерті у 1626 році Амбара, занепад султанату продовжився. У 1633 році перейшов на бік Великих Моголів фактичний правитель Фатх-хан (син Маліка Амбара), а у 1636 році його землі були захоплені Ауранґзебом (тоді ще шах-заде).

## Султани
- Малік Ахмад Нізам-шах I (1490—1510)
- Бурхан-шах I (1510—1553)
- Хусейн Нізам-шах I (1553—1565)
- Муртаза Нізам-шах I (1565—1588)
- Хусейн Нізам-шах II (1588—1589)
- Ісмаїл Нізам-шах (1589—1591)
- Бурхан Нізам-шах II (1591—1595)
- Ібрагім Нізам-шах (1595—1596)
- Ахмад II Нізам-шах (1596)
- Бахадур Нізам-шах (1596—1600)
- Муртаза II Нізам-шах (1600—1610)
- Бурхан III Нізам-шах (1610—1631)
- Хусейн III Нізам-шах (1631—1633)
- Муртаза Нізам-шах III (1633—1636)